# Сан-Жозе-да-Боа-Виста
Сан-Жозе-да-Боа-Виста (порт. São José da Boa Vista) — муниципалитет в Бразилии, входит в штат Парана. Составная часть мезорегиона Север Пиунейру-Паранаэнси. Входит в экономико-статистический микрорегион Венсеслау-Брас. Население составляет 5848 человек на 2006 год. Занимает площадь 399,670 км². Плотность населения — 14,6 чел./км².

## История
Город основан в 1960 году.

## Статистика
- Валовой внутренний продукт на 2003 год составляет 49 331 590,00 реалов (данные: Бразильский институт географии и статистики).
- Валовой внутренний продукт на душу населения на 2003 год составляет 7749,23 реалов (данные: Бразильский институт географии и статистики).
- Индекс развития человеческого потенциала на 2000 год составляет 0,707 (данные: Программа развития ООН).

## География
Климат местности: субтропический. В соответствии с классификацией Кёппена, климат относится к категории Cfa.